# ابابیل ۳

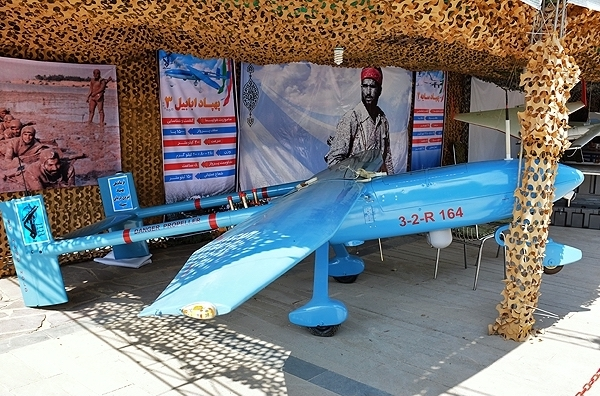
تصویری از پهپاد ابابیل ۳ در یک‌ نمایشگاه نظامی در ایران

ابابیل ۳ یک پهپاد شناسایی و رزمی ساخت ایران با بدنه استوانه‌ای، بال بالا و پیکربندی دم دوگانه است.

## رونمایی
از ابابیل ۳ در هفتمین نمایشگاه دوسالانه بین‌المللی صنعت هوایی و هوانوردی ایران با حضور بیش از ۱۰۰ شرکت داخلی و خارجی با حضور مونسان مدیرعامل منطقه آزاد کیش، جهانگیریان رئیس سازمان هواپیمایی کشور، منطقی دبیر ستاد توسعه فناوری و صنایع دانش بنیان هوایی و هوانوردی و برخی از مسئولان کشوری و محلی در ۲۷ آبان ۹۳ در جزیره کیش رونمایی شد. همچنین بالگرد سورنا نیز در این مراسم مورد رونمایی قرار گرفت.

## ویژگی‌ها
ابابیل ۳ دارای قابلیت شناسایی در تمامی حوزه‌های نظامی، تجاری و تحقیقاتی است. همچنین شبیه‌ساز بدون سرنشین (سمیلاتور) این پهپاد که به منظور آموزش خلبان‌ها انجام می‌شود نیز با حضور مسوولان کشوری و محلی مورد رونمایی شد.

## توانایی‌ها
این پهپاد قابلیت پرواز تا ارتفاع ۱۵ هزار پا را داشته و نیز می‌تواند در ۸ ساعت به لحاظ مداومت پرواز در پروژه‌های تحقیقات نظامی و تجاری عمل کند.